# Кумук (старый)
Кумук — упразднённое село в Курахском районе Дагестана. На момент упразднения входило в состав Штульского сельсовета. В 1975 году жители села были переселены во вновь отстроенный населённый пункт село Кумук.

## География
Располагалось на правом берегу реки Курах, у подножья горы Палканкиль, в 2,5 км (по прямой) к юго-западу от села Штул.

## История
До вхождения Дагестана в состав Российской империи селение Комох (оно же Кумук, Комуг) входило в состав Курахского магала Кюринского ханства. После присоединения ханства к Российской империи числилось в Штульском сельском обществе Курахского наибства Кюринского округа Дагестанской области. В 1895 году селение состояло из 52 хозяйств. По данным на 1926 год село Комок состояло из 71 хозяйств. В административном отношении входило в состав Штульского сельсовета Курахского района. В 1930-е годы создан колхоз имени Карла Маркса. В 1959 году было начато плановое переселение жителей села на прикутанные земли колхоза на территории Дербентском районе, где со временем образовалось новое село Кумук, включённое в состав Курахского района.

## Население
| Год       | 1895 | 1908 | 1926 | 1939 | 1970 |
| --------- | ---- | ---- | ---- | ---- | ---- |
| Население | 283  | 342  | 271  | 200  | 55   |

По данным Всесоюзной переписи населения 1926 года, в национальной структуре населения лезгины составляли 100 %